# 알렉세이 야구딘
알렉세이 콘스탄티노비치 야구딘(러시아어 : Алексей Константинович Ягудин, 라틴 계열 표기 : Alexei Konstantinovich Yagudin, 1980년 3월18일~)은 러시아 상트페테르부르크 출신의 남자 프로 피겨 스케이팅 선수이자 2002년 동계 올림픽 남자 싱글 금메달리스트이다. 세계 피겨스케이팅 선수권 대회 3연패를 포함 우승 4회. 유럽 피겨스케이팅 선수권 대회 우승 3회. 그랑프리 피겨스케이팅 파이널 우승 2회. 애칭은 료샤·알로샤·약스·야신(한국) 등이 있다.

## 기본 정보
- 생년월일: 1980년 3월 18일(45세)
- 신장: 175cm
- 출생지: 러시아 상트페테르부르크
- 코치(구): 알렉세이 미신, 타티야나 타라소바
- 안무가(구) : 니콜라이 모로조프
- 은퇴 : 2003년 11월

## 인물 정보
구 소련의 레닌 그라드 (현 상트페테르부르크)에서 집안의 외아들로 태어났다. 그가 4살 때, 아버지는 가족을 버리고 집을 나갔고, 어머니 조야, 할머니 마리아와 함께 버려진 불행한 유년기였으나, 그의 모친이 몸이 허약한 아들을 튼튼하게 키우기 위해 스케이트 레슨을 받게 한 것이 피겨 스케이팅 입문의 시초가 되었다. 좋아하는 배우는 칼리스타 플록하트 (Calista Flockhart), 취미는 테니스, 볼링, 여행, 드라이빙, 낚시, 인터넷 등 다양하다. 존경하는 선수로 커트 브라우닝과 엘비스 스토이코, 스캇 해밀턴을 꼽고, 동경했던 프로그램은 커트 브라우닝의 "Rag-GIDON-time"이다. 자신의 프로그램 중에서는 쇼트 프로그램 "윈터", 프리 스케이팅에서 "아라비아의 로렌스"를 좋아하며, 애견(아메리칸 코카 스파니엘)의 이름을 "로렌스"라고 부른다고 알려져 있다. 역사적인 프로그램인 "윈터"는 그의 팬들 사이에 특히 인기가 높아서, 은퇴 이후인 2006년 재팬오픈 갈라쇼 앵콜 무대에서도 선을 보여 열광적인 반응을 이끌어내기도 했다. 또한, 올림픽 금메달과 함께 그를 대표하는 것으로 프리스케이팅 프로그램 "The Man In The Iron Mask"를 기억하는 사람도 많다.
그의 연기와 피겨에 임하는 자세는 수많은 후진에게도 영향을 미치고 있으며, 스위스의 스테판 랑비엘과 프랑스의 브리앙 주베르는 모두 존경하는 선수로 야구딘의 이름을 거론하고 있다.
예브게니 플루셴코와의 불화가 있다는 소문은 확실하지 않으나, 친한 친구였던 시기가 없었다는 것을 본인도 인정하고 있다. 시상식에서 예브게니 플루센코의 은메달에 박수를 회피한 것도 잘 알려져 있다. (이 행위는 금메달을 강하게 희망하고 있었던 그에 대한 배려라고도 전해진다.) 그러나, 야구딘은 그의 실력을 높이 평가하고 있으며, 2003년 은퇴 당시, "2006년 토리노 올림픽 금메달을 가져가는 이는 예브게니 플루셴코"라고 천명했다. 또한 2006년 그와 악수를 나누고 있는 모습이 보도되었으며. 아이스쇼를 위해 일본을 방문했을 때에도, 두 사람이 쇼핑을 즐기는 등, 최근에는 개인적인 교류도 자주 볼 수 있게 되었다.
아마추어 은퇴 후 미국으로 건너가 부동산으로 성공을 거두었으나, 음주 운전으로 체포된 적도 있다. 2005년 5월, 7년간 머무른 미국을 떠나 고향인 상트페테르부르크로 돌아왔다. 그 후, 리무진 서비스 회사를 시작했으며. 토리노 올림픽 페어 금메달리스트인 러시아의 타티아나 토트미아니나와의 사이에서 딸을 하나 두고 있다. 2009년 11월에 토트미아니나는 건강한 딸을 출산했다.

## 경력
4세 때부터 피겨 스케이팅을 시작해, 10세부터는 상트페테르부르크 피겨 스케이팅 아카데미의 총감독 알렉세이 미신 코치에게 스케이팅을 전수 받는다.
93-94 시즌 세계 주니어 선수권에서 4위에 그쳤지만 95-96시즌 호주의 브리즈번에서 열린 세계 주니어 선수권에서 우승. 또한 시니어 클래스의 1996년 유럽 선수권 대회에 출전해 6위에 입상을 하였다.
1996-1997년 시즌부터는 시니어 클래스로 완전히 전향하여, ISU 그랑프리 시리즈에 출전. 1997년 세계 선수권 대회에 첫 출전하면서 3위를 차지, 포디엄에 들었다. 1998년 17세의 나이에 나가노 올림픽에 출전하여 쇼트 프로그램에서 3위를 기록했으나, 경기 전날 감기에 걸려 프리 스케이팅에서 컨디션의 난조를 보인 끝에 5위를 기록하여, 종합 순위는 5위에 그쳤다. 나가노 올림픽 이후 개최된 1998년 세계 선수권 대회에서 드디어 생애 첫 우승을 이뤄, 월드챔피언이 되었다. 1998년 여름, 당시 두각을 나타내던 러시아의 예브게니 플루셴코를 더 열심히 지도하는 알렉세이 미신 코치의 모습에 회의를 느끼고 홀홀 단신 미국으로 건너가, 나가노 올림픽 금메달리스트 일리아 쿨릭을 지도했던 타티아 타라소바 코치에게 지도를 받게된다.
1998년부터 2002년까지 예브게니 플루셴코와 높은 수준의 접전을 반복하여 4회전 시대를 여는 선수가 되었다. 1998·1999·2000년 세계 선수권을 3연패. 2001년 세계 선수권 대회에서는 플루셴코에 패해 2위를 차지했지만, 다음 01-02년 시즌에 출전한 모든 ISU 공식 경기 대회의 승리를 장식했다.
2002년 2월 동계올림픽에서는, 쇼트 프로그램/프리 스케이팅 모두 실수 없이 완벽한 경기를 선보였고, 특히 프리 스케이팅에서는 4명의 심판이 예술점에서 "6.0"을 주고, 기술 점수는 경기 위원 전원이 5.9을 매기는 완성도 높은 연기를 하고 금메달을 획득했다. 같은 해 3월 나가노시에서 열린 2002년 세계 선수권 대회에 출전. "자신의 타이틀을 탈환하겠다"고 선언하며, 자신의 말대로 4번째 월드 우승을 장식했다. 하지만 플루셴코는 부상을 이유로 결장했기 때문에 두 정상 스케이터의 결전은 재현되지 않았다. 이때 쇼트 프로그램에서 기술 점수로 1개, 예술 점수에서 5개 등 총 6개의 "6.0"을, 프리 스케이팅에서는 예술 점수로 2개의 "6.0"을 기록했다. 월드의 우승까지 더해, 야구딘은 한 시즌에 유럽 선수권, 그랑프리 파이널, 올림픽, 세계 선수권을 제패, 그랜드 슬램 달성이라는 남자 싱글 역사상 최초의 기록을 손에 넣은 선수가 되었다.
02-03 시즌 그랑프리 시리즈 첫 경기의 스케이트 아메리카에서는 쇼트 프로그램에서 선두를 달렸지만 앓고 있던 선천성 고관절 질환의 악화로 프리 스케이팅을 기권했다. 시즌 출전 예상 경기를 모두 포기하고 치료에 전념했지만 끝내 회복되지 않았고, 이듬해 2003년 11월 스케이트 캐나다에 초대되었을 때, 아마추어 경기에서의 은퇴를 발표했다. 은퇴식에서의 "Memorial"과 함께 스케이트 아메리카 쇼트 프로그램에서 최고가 된 연기 "레이싱"이 공식 아마추어 경기에서 그의 마지막 연기가 되었다.
2003년 프로로 전향. 현재는 "스타즈 온 아이스"등에서 활약하고있다. 2007년 인공 고관절 교체수술을 받은 후 8월 경기 및 대회에 복귀 의사를 표명했으나, 현역 때만큼의 실력이 나오지 않아 무산되었다.

## 스케이팅 기술 및 연기

### 점프
4회전 토룹(쿼드 토)과 모든 종류의 3회전 점프를 안정적으로 랜딩할 수 있다. 트리플 악셀을 주무기로 하고 있으며, 미디어 등을 통해 "세상에서 가장 아름다운 트리플 악셀"이라고 불렸다. 2002년 세계 선수권 대회 프리 스케이팅에서는 쿼드 토 - 트리플 토 - 더블 룹을 뛰어 올랐다. 덧붙여, 실제 경기 중에 쓰인 적은 없으나, 공식 연습에서는 쿼드 토 - 트리플 토 - 트리플 룹을 성공시키기도 하였다.
그러나 앓고 있는 선천성 고관절 질환은 일반적으로 생활하는 것만으로도 10년에서 20년에 한번 꼴로 수술이 필요한 것으로, 그 영향으로 트리플 악셀과 4회전 점프는 지금은 불가능하며, 악셀 점프와 룹 점프에 이르러서는 2 회전조차 어려워졌다. (그 외의 3회전 점프는 스타즈 온 아이스에서 현재도 뛰고 있다.)

### 스텝
2000-01 시즌 프리 스케이팅에서 프로그램 "Gladiator"로 활약하며 니콜라이 모로조프 안무의 혁신적인 토 사용을 선보였다. 그 스텝 연기는 후에 그의 팬들로부터 "야구딘 스텝"으로 명명된 그의 대명사가 되었다. 그것을 마음껏 살린 프로그램이 타티야나 타라소바, 니콜라이 모로조프가 다루었던 2002년 올림픽 시즌 쇼트 프로그램 "윈터"이다.

## 주요 경기 결과
| Event                | 1993-94 | 1994-95 | 1995-96 | 1996-97 | 1997-98 | 1998–99 | 1999–00 | 2000–01 | 2001–02 | 2002–03 |
| -------------------- | ------- | ------- | ------- | ------- | ------- | ------- | ------- | ------- | ------- | ------- |
| 동계 올림픽          |         |         |         |         | 5위     |         |         |         | 1위     |         |
| 세계 선수권          |         |         |         | 3위     | 1위     | 1위     | 1위     | 2위     | 1위     |         |
| 유럽 선수권          |         |         | 6위     | 5위     | 1위     | 1위     | 2위     | 2위     | 1위     |         |
| 러시아 선수권        |         | 5위     | 4위     | 3위     | 2위     | 2위     | 2위     | 2위     |         |         |
| 그랑프리 파이널      |         |         |         | 5위     | 4위     | 1위     |         | 2위     | 1위     |         |
| GP 스케이트 아메리카 |         |         |         | 3위     |         | 1위     | 1위     | 2위     |         | 기권    |
| GP 스케이트 캐나다   |         |         |         |         |         |         | 1위     | 1위     | 1위     |         |
| GP Trophée de France |         |         |         |         | 1위     | 1위     | 1위     | 1위     | 1위     |         |
| GP Sparkassen Cup    |         |         |         | 3위     |         | 1위     |         |         |         |         |
| GP 컵 오브 러시아    |         |         |         | 2위     | 1위     |         |         |         |         |         |
| 핀란디아 트로피      |         |         |         |         | 1위     |         |         |         |         |         |
| 세계 주니어 선수권   | 4위     |         | 1위     |         |         |         |         |         |         |         |

## 에피소드
- 2006년 현대카드 슈퍼매치 당시, 김연아가 열성 팬이 선물로 보낸 멸치상자를 출연자 대기실에 놔두고 인터뷰를 하러 나간 사이, 자초지종을 모르는 야구딘이 상자를 열어 마치 제 선물인 양 선수들과 나눠 먹은 해프닝이 있었다. 이는 후에 '멸구딘' 혹은 '야구딘 멸치 사건'으로 불리며 세간에 회자 되었다.[1]
- 2006년 방한 당시, (금메달리스트이자) 세기의 라이벌인 야구딘과 플루셴코가 함께 있는 광경을 본 한국팬이, 너무 기쁜 마음에 선물한 복분자주를 새벽 4시까지 라커룸에서 나눠 마셔, 이튿날 술에 취해 경기장 구석과 탁자 밑에 널브러진 모습이 일부 커뮤니티에 공개되어 화제가 되기도 하였다.
- 2007년 현대카드 슈퍼매치 공연차 내한한 야구딘은 개막 7시간 전에 발생한 화재로 출연이 무산되는 해프닝을 겪었다. 동행했던 예브게니 플루셴코의 굴욕적인 '한 외국인' 인터뷰는 널리 알려져 있다.[2][3]

## 저서
- Overcome : The Story of a Figure Skating Olympic Champion (2005), ISBN 978-4-9900514-8-8

## 같이 보기
- 예브게니 플루셴코